# (5911) 1989 WO7
(5911) 1989 WO7 (1989 WO7, 1962 WQ1, 1974 HZ2, 1984 HC1, 1991 JA4, 1992 SL16, 1994 EF9) — астероїд головного поясу, відкритий 25 листопада 1989 року.
Тіссеранів параметр щодо Юпітера — 3,616.